# Land, du välsignade
"Land, du välsignade" är en svensk fosterländsk sång med text av Elisabet Björklund och musik av Ragnar Althén (1923). Den blev känd genom ett antal inspelningar av Jussi Björling, den senaste från 1959, och har långt senare spelats in i nya versioner av bland andra vikingarockgruppen Ultima Thule (2016). 2021 framförde Philip Jalmelid "Land, du välsignade" i samband med Riksmötets öppnande.
Sången ingår i samma nationalromantiska tradition som bland andra "Sverige" av Verner von Heidenstam och Wilhelm Stenhammar. Den ingick 1943–1949 i det urval av stamsånger som fastställts av Kungl. Maj:t för att läras in inom musikundervisningen vid alla landets skolor, och publicerades 1943 i 24:e upplagan av sångboken Sjung svenska folk!.
Sångens titel har återvänds i en rad sammanhang, exempelvis i första delen av Ragnar Casparssons memoarer från 1962 och Riksutställningars stora vandringsutställning från 1973. I båda fallen andas rubrikvalen ironi och kritisk distans, och detsamma gäller den bok med titeln Land du välsignade? som år 2001 gavs ut av SOM-institutet vid Göteborgs universitet.